# Provincia de Khammouan
Khammouan (en lao: ຄໍາມ່ວນ) es una provincia de Laos, localizada en el centro del país. Tiene fronteras al norte con la Provincia de Bolikhamxai; al sur, limita con la Provincia de Savannakhet. Al oeste posee fronteras internacionales con Tailandia, mientras que al este posee límites internacionales con Vietnam. La capital es Thakhek.
Posee 16.315 km² de superficie y una población de 367.562 habitantes según estimación 2010.
Los enormes bosques de Nakai-Nam Theun en el Área de Conservación de Diversidad biológica son una línea divisoria de aguas importante que alimenta a muchos tributarios del Mekong así como forma el área de captación para Nam Theun 2, el proyecto de hidroelectricidad más grande en Laos. Los ríos Xebangfay, Hinboun y Nam Theun son los principales de la provincia.

## Distritos
- Bualapha
- Hinboun
- Mahaxay
- Nakai
- Nhommalath
- Nongbok
- Thakhek
- Xaybuathong
- Xebangfay